# Sveti Ilija (opčina)
Sveti Ilija (mezi lety 1971 a 1981 pouze Ilija) je vesnice a správní středisko stejnojmenné opčiny v Chorvatsku ve Varaždinské župě. Nachází se asi 7 km jihozápadně od Varaždinu. V roce 2011 žilo ve vesnici 615 obyvatel, v celé opčině pak 3 511 obyvatel. Název znamená svatý Elijáš; ve vesnici se rovněž nachází katolický kostel Svatého Eliáše Proroka.
V opčině se nachází celkem osm trvale obydlených vesnic. Ačkoliv je správním střediskem opčiny vesnice Sveti Ilija, jejím největším sídlem je Beletinec s 956 obyvateli a Sveti Ilija je druhou největší vesnicí.
- Beletinec – 956 obyvatel
- Doljan – 409 obyvatel
- Križanec – 324 obyvatel
- Krušljevec – 230 obyvatel
- Seketin – 387 obyvatel
- Sveti Ilija – 615 obyvatel
- Tomaševec Biškupečki – 379 obyvatel
- Žigrovec – 211 obyvatel

Územím opčiny procházejí župní silnice Ž2050, Ž2086 a Ž2105. Jižně protéká řeka Bednja.